# De Cock en de dode diva
De Cock en de dode diva is het zesenzeventigste deel van de Nederlandse detectiveserie De Cock. Het boek werd geschreven door Peter Römer in de stijl van de oorspronkelijke schrijver Appie Baantjer.
In tegenstelling tot zijn vorige boeken over De Cock gebruikt hij ditmaal geen script van de televisieserie Baantjer, maar een van de televisieserie Grijpstra & De Gier. De aflevering Vallende ster heeft vrijwel dezelfde verhaallijn als het boek. Wel schreef Römer dialogen om naar de rollen van De Cock en Vledder en bracht hij verschillende elementen uit de boeken van Baantjer in het verhaal. Daarnaast koos Römer ervoor de bijpersonages van nieuwe namen te voorzien. Zo werd Dora Dorada, in de televisieserie een rol van Adèle Bloemendaal, Lou Montaigne. Het boek werd echter gepresenteerd als een nieuw origineel verhaal over De Cock. De titel van dit boek is gelijk aan die van aflevering 96 van de televisieserie Baantjer uit 2003 De Cock en de moord op de diva. Deze werd echter geschreven door Renson van Tilborg en Lisette Schölvinck en vertoont geen gelijkenissen met het verhaal van Römer.

## De hoofdpersonen in het drama zijn
- Louise van den Bergh, artiestennaam Lou Montaigne. Geboren in 1940.[4] Toen haar carrière bergafwaarts ging trouwde ze een rijke aannemer Gerard, scheidde en trouwde vervolgens met de veel jongere Rob Alexander Polderman. Ze woont in een monumentaal pand aan de Van Eeghenstraat nabij het Vondelpark.
- Rob Alexander Polderman. Danser in een revue en de laatste jaren verzorger en echtgenoot van Lou. Hij heeft nog een eigen etage in De Pijp.
- Tymen Vriend. Kunstenaar die in het tuinhuisje van het monumentale pand mag wonen.
- Albert van den Bergh, ofwel Dummie. Zoon van Louise en de laatste jaren haar zaakwaarnemer. Hij wil wanhopig weten wie zijn vader is geweest.
- Susan Slangen, dochter van de doodzieke en afgedankte kleedster van Louise. Ze eist dagelijks geld als pensioencompensatie voor haar moeder.
- Laura Duprée. Ex-zakenpartner van Dummie. Blijkt te twitteren als Moppie 123.
- Leon Swaab. Oud-collega van Louise en tot voor kort haar laatste vriend. Het grote taboe duidt hem uiteindelijk toch aan als de vader van Albert.

## Inleiding
Als rechercheur De Cock op een ochtend eens vroeg het politiebureau aan de Warmoesstraat binnenstapt, wijst wachtcommandant Jan Kusters hem onmiddellijk door naar chef Buitendam. Hij gaat deze keer rustig zitten en laat zijn baas het probleem uitleggen. Lou Montaigne, eertijds de ster van de Hollandse Revue, is dood aangetroffen beneden in haar woning aan de Van Eeghenstraat met de traplift halverwege de monumentale trap. Maar omdat de huisarts de zaak niet vertrouwt, wil ook Buitendam dat de zaak wordt onderzocht door zijn eigen rechercheur De Cock en niet door het bureau Lijnbaansgracht. Buitendam weidt verder uit en vertelt dat hij en huisarts Frost lang geleden idolaat waren van Lou Montaigne. Hij vertrouwt De Cock toe door haar te zijn ontknaapt.